# Яні Гонкаваара
Яні Гонкаваара (фін. Jani Honkavaara, нар. 2 лютого 1976, Сейняйокі) — фінський футболіст, що грав на позиції півзахисника, нападника. По завершенні ігрової кар'єри — тренер. З 2025 року очолює тренерський штаб шведської команди «Юргорден». Як тренер — дворазовий чемпіон Фінляндії та володар Кубка Фінляндії.

## Ігрова кар'єра
Яні Гонкаваара народився 1976 року в місті Сейняйокі. У 1993 році Гонкаваара розпочав грати за основну команду місцевого клубу ТП (Сейнайокі), в якій грав до 1999 року, взявши участь у 121 матчі чемпіонату, з невеликими перервами на оренду в командах «Вірія» і «Сепсі-78». У 2000 році футболіст грав у складі клубу «ЇіПее», а в 2001 році знову грав у складі команди ТП (Сейнайокі).
На початку 2002 року Яні Гонкаваара грав у складі клубу ЙІППО, а в другій половині року перейшов до клубу «Віікінгіт», у якому грав до 2004 року. У 2005 році півзахисник перейшов до клубу «СоВо», а на початку 2006 року знову став гравцем клубу «Віікінгіт». У другій половині 2006 року Гонкаваара перейшов до клубу «Конту», і в кінці цього ж року завершив виступи на футбольних полях.

## Кар'єра тренера
Невдовзі після завершення кар'єри футболіста Яні Гонкаваара розпочав тренерську кар'єру, і 2007 році увійшов до тренерського штабу свого колишнього клубу «Віікінгіт», де пропрацював з 2007 по 2009 рік. У 2010 році колишній футболіст очолив клуб «ГІФК», у якому працював до кінця 2011 року. У 2012 році Гонкаваара очолював клуб «Гністан», після чого повернувся до клубу «ГІФК», з яким спочатку виграв третій дивізіон, а в 2014 році виграв другий фінський дивізіон.
У 2017 році Яні Гонкаваара очолив клуб «КуПС», з яким у 2019 році уперше в кар'єрі став чемпіоном Фінляндії. У кінці 2019 року тренер прийняв рішення перейти до команди зі свого рідного міста «СІК», у якій він працював до кінця 2021 року.
У 2023 році Гонкаваара вдруге в кар'єрі очолив клуб «КуПС», з яким у 2024 році здобув золотий дубль, вигравши як чемпіонат, так і Кубок Фінляндії. Одночасно тренер працював асистентом головного тренера Фінляндія. У кінці 2024 року Гонкаваара отримав запрошення очолити шведський клуб «Юргорден».

## Титули і досягнення

### Як тренера
- Чемпіон Фінляндії (2):

«КуПС»: 2019, 2024
- Володар Кубка Фінляндії (1):

«КуПС»: 2024